# Venterol (Drôme)
Venterol település Franciaországban, Drôme megyében. Lakosainak száma 632 fő (2022. január 1.). Venterol Vinsobres, Aubres, Nyons, Rousset-les-Vignes, Saint-Pantaléon-les-Vignes, Teyssières és Valréas községekkel határos.

## Népesség
A település népessége az elmúlt években az alábbi módon változott:
| Lakosok száma | 429  | 567  | 587  | 631  | 695  | 702  | 699  | 692  | 672  | 632  |
|               | 1968 | 1982 | 1990 | 2006 | 2013 | 2015 | 2017 | 2019 | 2020 | 2022 |